# Carly Pearce (album)
Carly Pearce è il secondo ed eponimo album in studio della cantante statunitense Carly Pearce, pubblicato nel 2020.

## Tracce
1. Closer to You – 3:07 (Hillary Lindsey, Gordie Sampson, Troy Verges)
2. Call Me – 3:42 (busbee, Emily Shackelton, Phillip Sweet, Jimi Westbrook)
3. I Hope You're Happy Now (with Lee Brice) – 3:18 (Carly Pearce, Luke Combs, Randy Montana, Jonathan Singleton)
4. Dashboard Jesus – 3:11 (Shackelton, Victoria Banks, Sara Haze)
5. Halfway Home – 3:21 (Pearce, Jimmy Robbins, Laura Veltz)
6. Heart's Going Out of Its Mind – 2:50 (Pearce, Veltz, Joe Ginsberg)
7. Finish Your Sentences (with Michael Ray) – 2:49 (Kelsea Ballerini, Jesse Frasure, Ashley Gorley, Thomas Rhett)
8. It Won't Always Be Like This – 3:44 (Pearce, Sam Ellis, Natalie Hemby)
9. Lightning in a Bottle – 2:59 (Hannah Ellis, Anna Vaus)
10. Love Has No Heart – 3:39 (Haze, Shane McAnally, Trevor Rosen)
11. Woman Down – 3:02 (McAnally, Robbins, Veltz)
12. You Kissed Me First – 3:16 (Lindsey, Sampson, Josh Kear)
13. Greener Grass – 4:04 (Lindsey, Jonny Price, Ben West)